# نيكولاس بيباس
نيكولاس بيباس (بالإنجليزية: Nicholas A. Peppas) مواليد 25 أغسطس من عام 1948م متخصص في مجالات، الهندسة الطب- حيوية، الهندسة الكيميائية، وعلم الدوائيات، في جامعة تكساس أوستن الأمريكية.